# Бретёй (кантон, Эр)
Бретёй (фр. Breteuil) — кантон во Франции, находится в регионе Нормандия, департамент Эр. Входит в состав округа Берне.

## История
До 2015 года в состав кантона входили коммуны Бемекур, Бретёй, Гернанвиль, Дам-Мари, Конде-сюр-Итон, Ла-Герульд, Ле-Бо-де-Бретёй, Ле-Шен, Сен-Дени-дю-Беелан, Сен-Никола-д'Ате, Сент-Маргерит-де-л'Отель, Сент-Уан-д'Ате, Синтре и Франшвиль.
В результате реформы 2015 года состав кантона был изменён. В его состав включены упразднённые кантоны Брогли и Рюгль.
С 1 января 2016 года в составе кантона произошли изменения: коммуны Дам-Мари, Сен-Никола-д'Ате и Сент-Уан-д'Ате приняли решение объединиться в новую коммуну Сент-Мари-д'Ате, коммуны Ла-Герульд и Синтре присоединились к коммуне Бретёй, а коммуны Гернанвиль и Сент-Маргерит-де-л'Отель образовали новую коммуну Ле-Лем. Также две коммуны кантона - Ле-Шен  и  Сен-Дени-дю-Беелан вместе в двумя коммунами кантона Вернёй-сюр-Авр образовали новую коммуну Марбуа, вошедшую в состав кантона Бретёй. Наконец, коммуна Конде-сюр-Итон осталась частью кантона, образовав вместе пятью коммунами кантона Вернёй-сюр-Авр новую коммуну Мениль-сюр-Итон.
1 января 2017 года коммуна Франшвиль присоединилась к коммуне Вернёй-сюр-Авр и образовала новую коммуну Вернёй-д’Авр-э-д’Итон, оставшись частью кантона Бретёй.
1 января 2019 года коммуна Шампиньоль вошла в состав коммуны Ла-Вьей-Лир, а коммуна Сен-Кантен-де-Иль покинула кантон, образовав с двумя коммунами кантона Бёзвиль новую коммуну Ле-Мениль-Сен-Жан.

## Состав кантона с 22 марта 2015 года
В состав кантона входят коммуны (население по данным Национального института статистики за 2018 г.):
- Амбене (565 чел.)
- Бемекур (580 чел.)
- Буа-Анзере (175 чел.)
- Буа-Арно (696 чел.)
- Бретёй (4 353 чел.)
- Брогли (1 038 чел.)
- Буа-Норман-пре-Лир (342 чел.)
- Вернёй-д’Авр-э-д’Итон (частично, ассоциированная коммуна Франшвиль, 1 252 чел.)
- Вернёс (197 чел.)
- Гран-Кам (485 чел.)
- Жюиньет (228 чел.)
- Капель-ле-Гран (422 чел.)
- Ла-Вьей-Лир (655 чел.)
- Ла-Гулафрьер (166 чел.)
- Ла-Нёв-Лир (575 чел.)
- Ла-Трините-де-Ревиль (238 чел.)
- Ла-Э-Сен-Сильвестр (280 чел.)
- Ле-Бо-де-Бретёй (670 чел.)
- Ле-Ботро (345 чел.)
- Ле-Лем (675 чел.)
- Ле-Шапель-Готье (406 чел.)
- Марбуа (1 356 чел.)
- Меликур (85 чел.)
- Мениль-Русе (92 чел.)
- Мениль-сюр-Итон (частично, ассоциированная коммуна Конде-сюр-Итон, 874 чел)
- Монтрёй-л'Аржиле (832 чел.)
- Нотр-Дам-дю-Амель (204 чел.)
- Нофль-Оверньи (422 чел.)
- Рюгль (2 231 чел.)
- Сен-Дени-д'Ожерон (83 чел.)
- Сен-Жан-дю-Тене (248 чел.)
- Сен-Лоран-дю-Тансман (64 чел.)
- Сен-Пьер-де-Серньер (230 чел.)
- Сент-Аньян-де-Серньер (164 чел.)
- Сент-Антонен-де-Сомер (191 чел.)
- Сент-Мари-д'Ате (599 чел.)
- Сент-Обен-дю-Тене (375 чел.)
- Феррьер-Сент-Илер (420 чел.)
- Шамблак (394 чел.)
- Шамбор (170 чел.)
- Шез-Дьё-дю-Тей (205 чел.)
- Шеронвильер (488 чел.)

## Политика
На президентских выборах 2022 г. жители кантона отдали в 1-м туре Марин Ле Пен 38,4 % голосов против 24,8 % у Эмманюэля Макрона и 13,1 % у Жана-Люка Меланшона; во 2-м туре в кантоне победила Ле Пен, получившая 57,4 % голосов. (2017 год. 1 тур: Марин Ле Пен – 33,0 %, Франсуа Фийон – 22,6 %, Эмманюэль Макрон – 16,8 %, Жан-Люк Меланшон – 13,6 %; 2 тур: Ле Пен – 52,3 %. 2012 год. 1 тур: Николя Саркози — 31,5 %, Марин Ле Пен — 25,6 %, Франсуа Олланд — 21,3 %; 2 тур: Саркози — 57,8 %. 2007 год. 1 тур: Саркози — 33,1 %, Сеголен Руаяль — 18,2 %; 2 тур: Саркози — 61,6 %).
С 2015 года кантон в Совете департамента Эр представляют член совета коммуны Рюгль Жослин де Томази (Jocelyne De Tomasi) (Союз демократов и независимых) и мэр города Бретёй Жерар Шерон (Gérard Chéron) (Республиканцы).
|                | Кандидаты                    | Партия                   | Первый тур | Первый тур     | Второй тур | Второй тур |
| Кол-во голосов | Кандидаты                    | Партия                   | % голосов  | Кол-во голосов | % голосов  |            |
| -------------- | ---------------------------- | ------------------------ | ---------- | -------------- | ---------- | ---------- |
|                | Жослин де Томази Жерар Шерон | Правый блок              | 3 206      | 61,64          | 3 240      | 64,86      |
|                | Сандрин Ле Бер Амори Юэ      | Национальное объединение | 1 995      | 38,36          | 1 755      | 35,14      |

|                | Кандидаты                              | Партия                  | Первый тур | Первый тур     | Второй тур | Второй тур |
| Кол-во голосов | Кандидаты                              | Партия                  | % голосов  | Кол-во голосов | % голосов  |            |
| -------------- | -------------------------------------- | ----------------------- | ---------- | -------------- | ---------- | ---------- |
|                | Жослин де Томази Жерар Шерон           | Правый блок             | 3 164      | 37,17          | 4 780      | 57,05      |
|                | Ги Плас Мадлен Шатель                  | Национальный фронт      | 3 081      | 36,19          | 3 599      | 42,95      |
|                | Данила Бульнуа Патрик Вердавуэн        | Левый блок              | 1 331      | 15,63          |            |            |
|                | Мари-Брижитт Анри-Луазо Жиль Шатожирон | Европа Экология Зелёные | 577        | 6,78           |            |            |
|                | Николя Миге Каролин Пандарье           | Прочие                  | 360        | 4,23           |            |            |